# كارل أمير هسن-كاسل
كارل أمير هسن-كاسل (بالدنماركية: Carl؛ الألمانية والنرويجية: Karl؛ 19 ديسمبر 1744 - 17 أغسطس 1836)؛ كان عضوًا في أسرة هسن-كاسل ومارشالًا دنماركيًا، نشأ مع أقاربه في البلاط الدنماركي، بعد أن قضى معظم حياته في الدنمارك، شغل منصب الحاكم الملكي لدوقيتي شلسفيغ وهولشتاين التوأم منذ عام 1769 حتى عام 1836، وأيضا القائد الأعلى للجيش النرويجي منذ عام 1772 حتى عام 1814.
ولد الأمير كارل بـ كاسل في 19 ديسمبر 1744، فهو الابن الثاني الباقي لأمير هسن-كاسل الوراثي آنذاك وفي المستقبل فريدرش الثاني لاندغراف هسن-كاسل وزوجته الأولى الأميرة ماري، كانت والدته ابنة جورج الثاني ملك بريطانيا العظمى والأميرة كارولين من براندنبورغ-أنسباخ وشقيقة لويز ملكة الدنمارك والنرويج.
ترك والده حاكم الأراضي المستقبلي (الذي حكم منذ عام 1760 وتوفي. عام 1785)؛ أسرته في عام 1747 وتحول إلى الكاثوليكية في عام 1749، وفي عام 1755 أنهى زواجه رسميًا من والدته ماري. منح جده فيلهلم الثامن لاندغراف هسن-كاسل، كونتية هاناو وإيراداتها لماري وأبنائها، وفي عام 1756 انتقلت ماري إلى الدنمارك لتعتني بأطفال أختها المتوفاة ملكة الدنمارك لويز، وأخذت معها أطفالها الذين نشأوا في البلاط الملكي بقصر كريستيانسبورغ بكوبنهاغن، لذلك بقي أمراء هسن في وقت لاحق في الدنمارك، وأصبحوا أمراء مهمين وموظفين ملكيين، لم يعود شقيقه الأكبر فيلهلم إلى هسن حتى في عام 1785 لما صعد على عرش لاندغريفية.
في عام 1763 تزوج شقيقه الأكبر فيلهلم من ابنة خالته كارولين أميرة الدنمارك والنرويج، تبعه كارل أيضا في 30 أغسطس 1766 بزواجه من شقيقتها الصغرى لويز، وبالتالي أصبح كارل صهر ابن خالته الملك كريستيان السابع، وتم الزواج على الرغم من الشائعات المقدمة ضده، بسبب اتهامات كثيرة بالفجور وضعف تأثيره على الملك.
بدأ حياته عسكرية في الدنمارك والنرويج في 1758 عندما تم تعيينه برتبة كولونيل، وفي 1764 عندما بلغ العمر عشرين عاماً تم ترقيته إلى رتبة لواء، وفي 1765 تم تعيينه مسؤولاً عن المدفعية، ومع اعتلاء ابن خالته كريستيان السابع ملك الدنمارك العرش تم رفعه إلى رتبة فريق، وقائدًا للحرس الملكي، وفارسًا من فروسية الفيل، وعضوًا في مجلس الدولة الخاص، وأيضا منذ 1766 تم تعيينه حاكم عام للنرويج شغل هذا المنصب حتى عام 1770 لكنه ظل في الغالب فخرياً، لأنه لم يذهب إلى النرويج أبدًا خلال هذه الفترة، وفي 1767 بعد استياءه غادر الدنمارك متجهاً نحو هاناو للعيش مع والدته، بحيث أنجب ابنيه الكبار هُناك.
وفي 1769 تم تعيينه حاكماً ملكياً لدوقتين شلسفيغ وهولشتاين، وأقام في قلعة غوتورب، تم انجاب ابنه الثالث هناك، وفي سبتمبر 1772 تم تعيينه القائد الأعلى للجيش النرويجي نتيجة انقلاب غوستاف الثالث ملك السويد وذلك خوفاً من احتمال الحرب مع الدنمارك، وأثناء وجوده هناك أنجب طفله الرابع في 1773، على الرغم من عودته إلى شلسفيغ وهولشتاين في العام التالي، إلا أنه استمر في حمل منصبه كقائد الأعلى حتى 1814، وبعد عودته تم ترقيته إلى رتبة المشير، وأيضا بين عامي 1778-79 شارك كمتطوع في جيش فريدرش العظيم أثناء حرب الخلافة البافارية.
وفي 1788 أجبر الهجوم السويدي على روسيا إلى اندلاع الحرب، ووفقاً للمعاهدات ساندت الدنمارك-النرويج حليفتها روسيا، لذلك تم تعيينه لقيادة جيش لغزو السويد عبر بوهوسلان، رغم انتصارات الأولية إلا أنه عاد إلى النرويج بعد توقيع معاهدة الصلح بعد تدخل الأجنبي، إلا أن رحلة العودة كانت صعبة بسبب ظروف الصحية السيئة وهطول الأمطار طوال فصل الخريف، تعرض كارل لانتقادات بسبب إدارته للحملة، على الرغم من أنه استمر في منصبه، إلا أنه فقد شعبيته في النرويج.
عندما تزوج ولي العهد والوصي على الدنمارك والنرويج والمستقبلي فريديريك السادس من ابنته الكبرى ماري صوفي في عام 1790، قام بعدة محاولات فاشلة للتأثير بشكل كبير على قرارات الحكومة والوصي.
خلال الحروب النابليونية كان يقود الجيش الذي احتل لفترة وجيزة هامبورغ ولوبيك في عام 1801، وفي 25 يناير 1805 تم مُنحه لقب "لاندغراف هسن" من قبل أخيه الأكبر الذي تولى الكرامة العليا ولقب الإمبراطوري الأمير الناخب، وفي عام 1814 بعد تفكك الدنمارك والنرويج فقد أخيراً منصب القائد الأعلى للجيش النرويجي، ولكن تم تعيينه مشيرًا عامًا للجيش الدنماركي، وفي عام 1816 أصبح القائد الأكبر لـ فرسان دانيبروغ.
من خلال ابنته الصغرى لويز كارولين هو جد كريستيان التاسع ملك الدنمارك، وبالتالي هو جد البعيد لـ ملوك الدنمارك واليونان سابقاً والنرويج وبريطانيا العظمى والسويد وبلجيكا وإسبانيا ودوق لوكسمبورغ الأكبر.